# James Petras
James Petras é professor emérito de Sociologia  da Universidade de Binghamton, em Binghamton, Nova York, e professor adjunto da Universidade de Saint Mary, Halifax, Nova Escócia, Canadá. Autor prolífico, publicou vários trabalhos sobre questões políticas da América Latina e Oriente Médio. Ele há muito apóia os revolucionários das FARC na Colômbia  e vem apoiando o Movimento dos Sem Terra no Brasil